# Tom & Jerry (film, 2021)
Tom & Jerry (marknadsförd som Tom & Jerry: The Movie) är en tecknad långfilm från 2021 om Tom och Jerry.

## Rollista

### Skådespelare
- Chloë Grace Moretz - Kayla Forester
- Michael Peña - Terence Mendoza
- Colin Jost - Ben
- Rob Delaney - Mister Henry Dubros
- Ken Jeong - kock Jackie
- Pallavi Sharda - Preeta Mehta
- Jordan Bolger - Cameron
- Patsy Ferran - Joy the Bell Girl
- Daniel Adegboyega - Gavin
- Christina Chong - Lola
- Ajay Chhabra - Mister Mehta
- Somi De Souza - fru Mehta
- Camilla Arfwedson - Linda Perrybottom
- Ozuna - bröllopspersonal[3]
- Paolo Bonolis - bröllopsgäst

### Röster
- William Hanna, Mel Blanc och June Foray (via arkivinspelningar), tillsammans med andra röstskådespelare som:
  - Tom
    - T-Pain - Toms sångröst
    - Kaiji Tang

  - Jerry
    - André Sogliuzzo
- Nicky Jam - Butch
- Bobby Cannavale - Spike
- Lil Rel Howery
- Utkarsh Ambudkar - fastighetsråtta
- Tim Story
- Jeff Bergman (okrediterad) som Droopy

## Svenska röster (i urval)
- Mira Mark - Kayla
- Pablo Cepeda - Terence
- Happy Jankell - Preeta
- Alexander Sjögren - Ben
- Johan Hedenberg - Henry
- Kristina Keyyo Petrushina - Joy
- Peter Gardiner - Gavin
- John Lundvik - Cameron
- Ola Forssmed - Jackie
- Kodjo Akolor - Spike
- Björn Gustafsson - Ängel/Djävul
- Anis Don Demina - Hyresråtta
- Felipe Leiva Wenger - Butch